# Yonker Ramp y su enamorada
Yonker Ramp y su enamorada es una obra del pintor de la Edad de Oro holandesa Frans Hals, pintado en 1623 y ahora en el Museo Metropolitano de Arte de Nueva York. La pintura también ha sido titulada Hombre joven y mujer en la posada o Retrato de Pieter Ramp.

## Pintura
La pintura muestra a una joven sonriente que se apoya en un joven caballero que sostiene riendo un vaso por encima de su cabeza como si se lo acabara de quitar, aparentemente en broma. Con su mano izquierda, el joven caballero sujeta acariciando la cabeza de un perro. La pareja está de pie ante una cortina parcialmente abierta que muestra una habitación más allá, con un hombre sonriente que lleva un plato y una chimenea encendida detrás.

## Nombre
La pintura se consideró durante mucho tiempo un retrato de un joven alférez del Haarlem schutterij, Pieter Ramp. Esto ha sido sin embargo refutado al observarse un fuerte parecido de la mujer joven con la retratada por Hals en Juerguistas de carnaval. Ambos son considerados actualmente trabajos de género, así que los modelos podrían ser cualquier persona del círculo de Hals, como sus hijos o alumnos. En su catálogo razonado de 1910 de los trabajos de Frans Hals Hofstede de Groot notó que esta pintura tenía una copia en Londres y escribió: "139. JUNKER RAMP Y SU CHICA. B. 13 ; M. 209.- En un interior un joven caballero, visto hasta las caderas, está de frente ligeramente girado. Lleva un cuello y puños de encaje, y un sombrero de ala ancha con un penacho. En su mano derecha levanta un vaso, mientras ríe con ganas. Coge con su mano izquierda la cabeza de un perro, el cual está en la esquina inferior derecha. Detrás a la derecha está una chica que sonríe al espectador. Pone su mano derecha en su hombro, y toca su otro hombro con su mano izquierda. En el fondo a la derecha hay una chimenea encendida. Delante un hombre joven viene; mira hacia la izquierda y lleva algo. A la izquierda, junto a la repisa de la chimenea, cuelga otro cuadro. Firmado en el borde de la repisa de la chimenea, F. Hals 1623; lienzo sobre tabla, 42 pulgadas por 31 pulgadas. Una copia de este cuadro está en la colección Heseltine [véase 140]. Ventas. J. A. Versijden van Varick, Leyden, 29 de octubre de 1791, Núm. 103 (130 florines). Copes van Hasselt de Haarlem, Ámsterdam, 20 de abril de 1880, Núm. 1. Pourtales, París. En posesión del comerciante de Londres Duveen. En la colección de B. Altman, Nueva York."
En su catálogo de 1989 de la exposición internacional de Frans Hals (que no incluyó esta pintura porque no se puede prestar) Slive reclamó que es la única obra de género de Hals fechada. Slive mencionó en su discusión de Hals sobre los Cuatro evangelistas que otra interpretación es posible, concretamente que esta pintura posiblemente podría ser una interpretación de Hals del bíblico hijo pródigo. En el mismo año que Slive escribía el catálogo de su exposición, Claus Grimm rehusó la atribución de esta pintura a Hals, considerándola una copia de un original perdido.

La composición con dos figuras, una principal acompañada por "un cómplice", es común a muchas de sus pinturas de los años 1620:

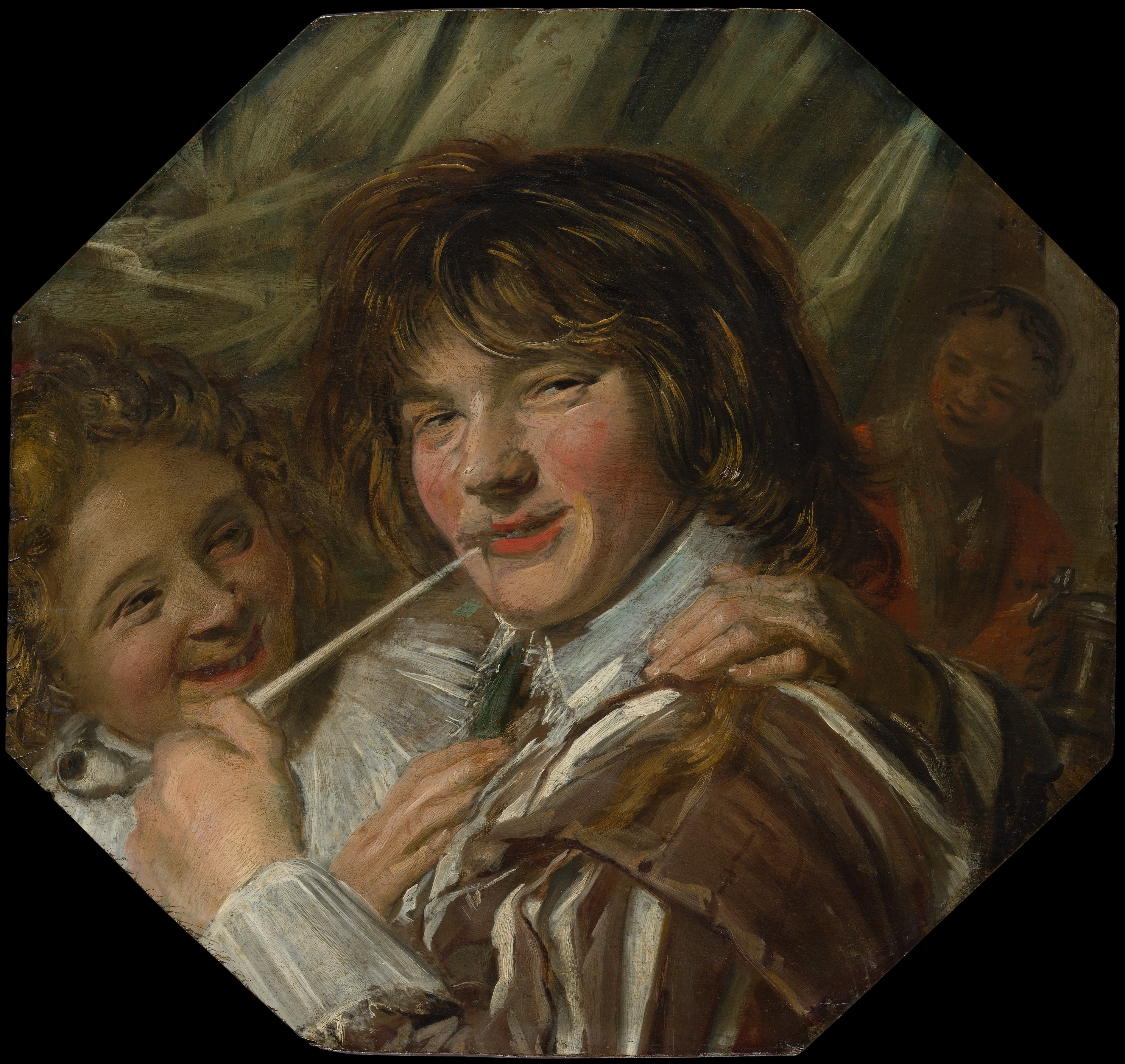
El fumador, con un cómplice a la izquierda y otro en el fondo a la derecha.
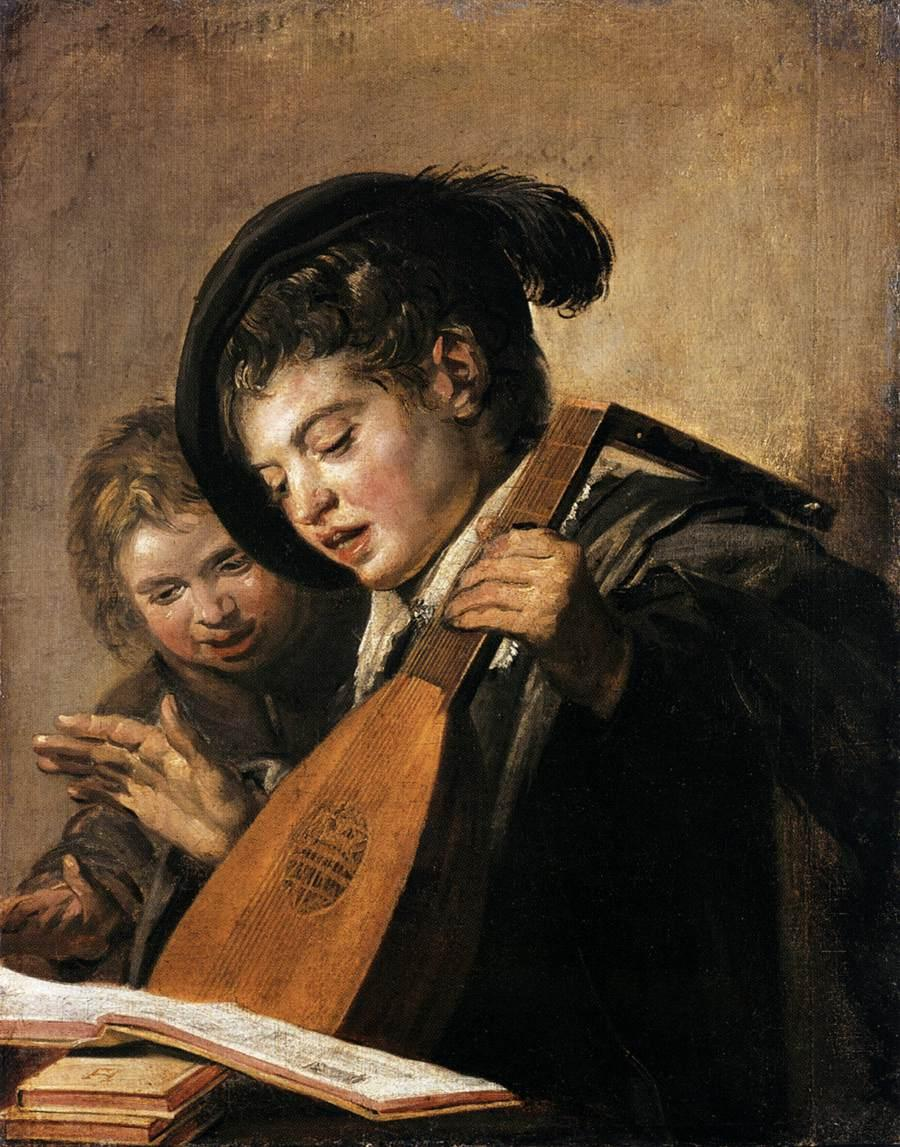
Dos niños cantando, con un cómplice a la izquierda.
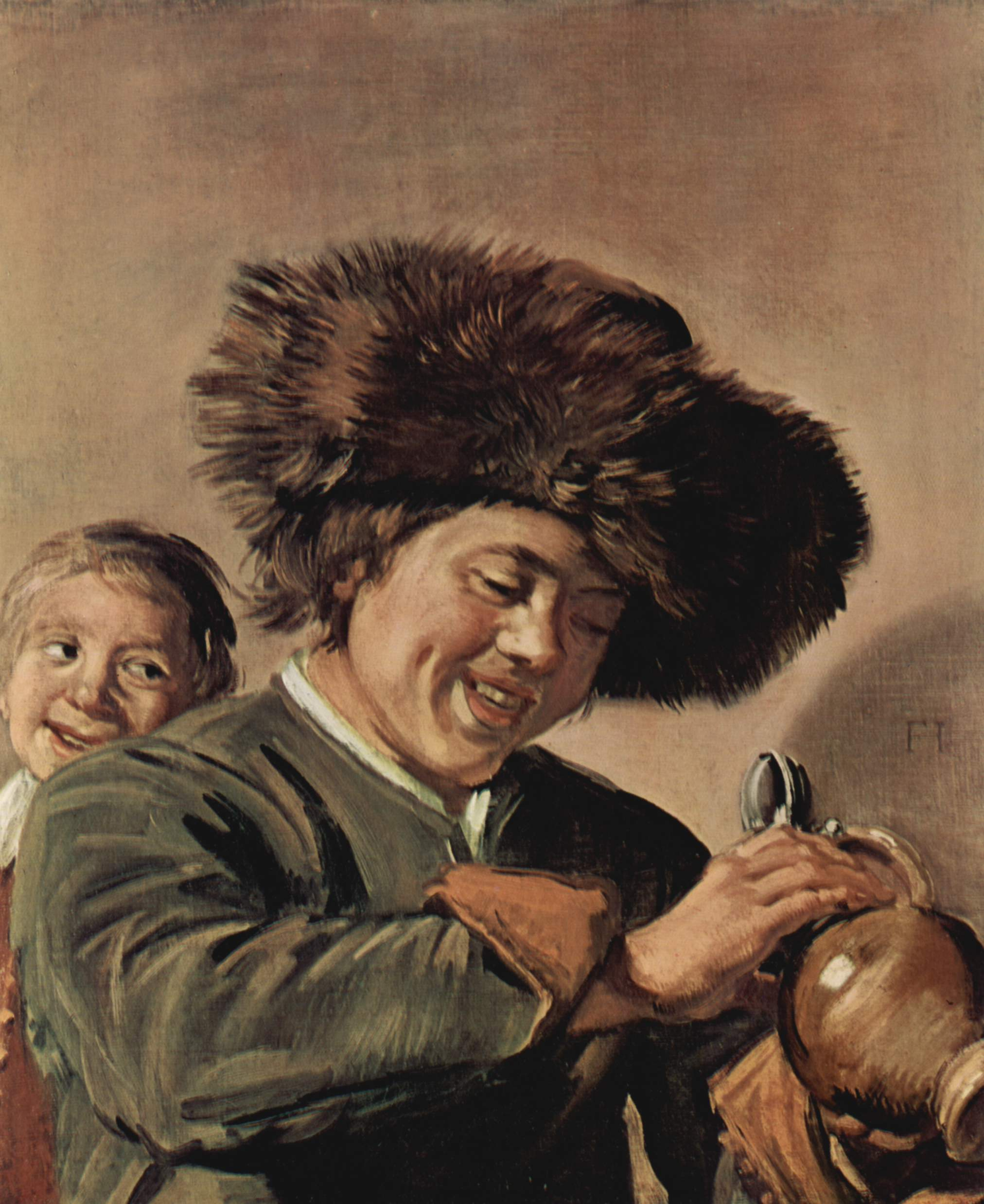
Dos niños riendo con una jarra de cerveza, con un cómplice a la derecha.
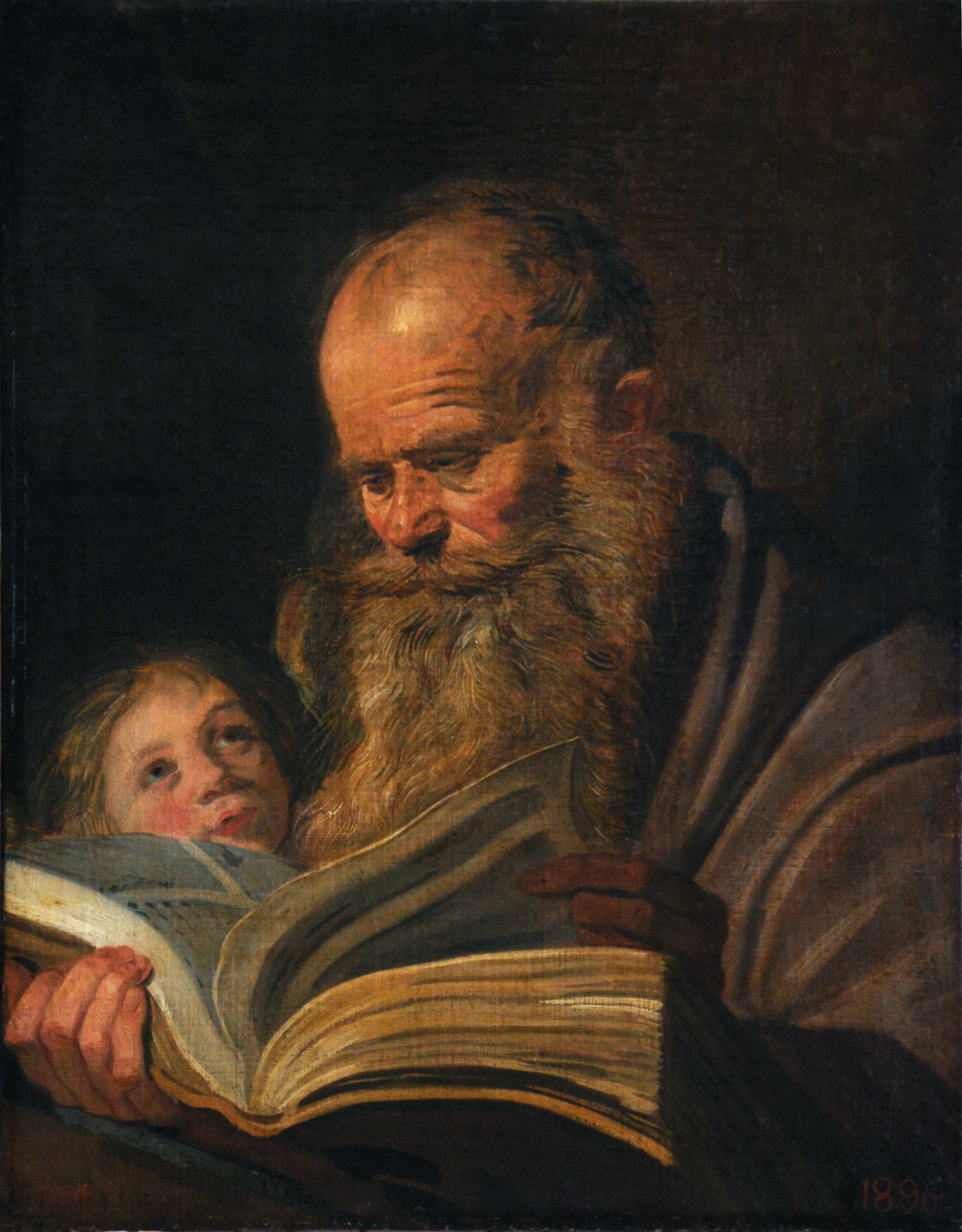
El evangelista Mateo y el ángel, con un cómplice a la izquierda.